# William Froude
William Froude   (Devon, 28 de novembre de 1810 - Simon's Town, 4 de maig de 1879) fou un enginyer hidràulic i arquitecte naval. Era germà de James Anthony Froude, famós historiador.
Froude va ser el primer en establir lleis fiables respecte a la resistència que l'aigua exerceix a l'avanç dels navilis, i a calcular la seva estabilitat. En la mecànica de fluids un paràmetre adimensional porta el seu nom: el nombre de Froude.

## Biografia

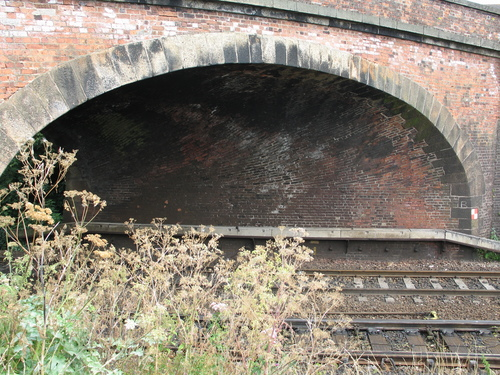
Arc tort helicoïdal a Cowley Bridge Junction

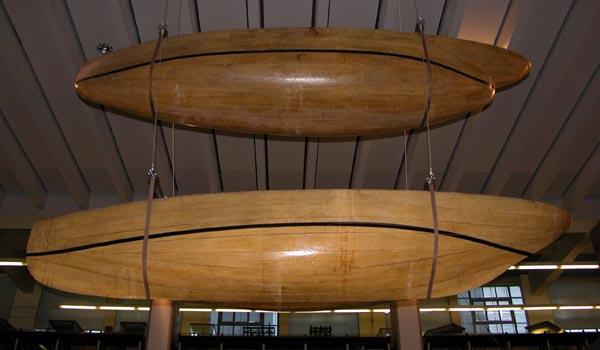
El bucs del Cigne (dalt) i del Raven (a sota) en el museu de Ciència de Londres

Fou germà de James Anthony Froude, historiador, i de Hurrell Froude, escriptor i sacerdot. William es va casar amb Catherine Henrietta Elizabeth Holdsworth, filla del Governador del Dartmouth Castle, Arthur Howe Holdsworth, magnat mercantil i parlamentari de l'època victoriana
Froude va néixer a Dartington, Devon, Anglaterra, fill de Robert Froude, Ardiaca de Totnes i va ser educat a la Westminster School i l'Oriel College, Oxford, graduant-se amb un nivell superior en matemàtiques el 1832.
La seva primera ocupació va ser com agrimensor en el Ferrocarril Oriental Del sud on, el 1837, Brunel li va donar la responsabilitat de la construcció d'una secció del Bristol and Exeter Railway. Fou aquí on va desenvolupar el seu mètode empíric de càlcul de corbes de radi variable i va introduir un disseny alternatiu per al pont d'arc tort helicoïdal a Cowley Bridge Junction, prop d'Exeter.
Sota la invitació de Brunel, Froude va girar la seva atenció cap a l'estudi de l'estabilitat dels vaixells en el camí seguit dins l'aigua i el seu informe de 1861 enviat a la Institució d'Arquitectes Navals va esdevenir de molta influència en el disseny de vaixells. Això dirigit a una comissió per identificar la forma més eficaç d'un buc, que fos capaç de complir comparant l'efecte en models a escala: va establir una fórmula (ara coneguda com el Nombre de Froude) per la qual els resultats de proves a escala podrien pronosticar el comportament d'un buc de mida completa. Va construir una seqüència de models a escala (mostrats en la fotografia) de 3, 6 i 12 peus i els va utilitzar remolcant-los per establir les lleis de resistència i comportament dels models fets a escala.
En la proa afilada de Raven va seguir la teoria del "waveline" de John Scott Russell, però el perfil de Swan va demostrar oferir una menor resistència. Els seus experiments van ser reivindicats en assaigs a gran escala realitzats per l'Almirallat i, d'aquí, es va construir el primer dipòsit de vaixells, a càrrec de l'erari públic, a la seva casa de Torquay. Allà va ser capaç de combinar l'experiència matemàtica amb l'experimentació pràctica amb unes conseqüències, que els seus mètodes segueixen sent correctes avui dia.
En 1877, va ser encarregat per l'Almirallat per produir una màquina capaç d'absorbir i mesurar la potència dels grans motors navals. Va inventar i construir el primer dinamòmetre-fre d'aigua del món, de vegades conegut com el dinamòmetre hidràulic, que va portar a la fundació de Heenan & Froude Ltd a Birmingham.
Mentre estava de vacances com convidat oficial de l'Armada Reial va morir a Simonstown, Sud-àfrica, on va ser enterrat amb plens honors navals .